# Великая Степь (Казатинский район)
Великая Степь (укр. Великий Степ) — село на Украине, находится в Казатинском районе Винницкой области.
Код КОАТУУ — 0521485406. Население по переписи 2001 года составляет 138 человек. Почтовый индекс — 22160. Телефонный код — 4342.
Занимает площадь 0,605 км².

## Адрес местного совета
22160, Винницкая область, Казатинский р-н, с.Николаевка, ул.Ленина, 51